# Ammomane de Gray
Ammomanopsis grayi · Alouette de Gray, Sirli de Gray
Espèce
Statut de conservation UICN

LC : Préoccupation mineure
L’Ammomane de Gray (Ammomanopsis grayi), également appelée Alouette de Gray ou Sirli de Gray, et unique représentant du genre Ammomanopsis, est une espèce d'oiseaux de la famille des Alaudidae (les alouettes).
Elle vit à travers le désert du Namib (Angola et Namibie).

## Systématique
L'espèce Ammomanopsis grayi a été décrite pour la première fois en 1855 par le naturaliste et collectionneur suédois Johan August Wahlberg (1810-1856) sous le protonyme Alauda grayi.

## Liste des sous-espèces
Selon la classification de référence du Congrès ornithologique international (version 12.2, 2022) :
- Ammomanopsis grayi hoeschi (Niethammer, 1955) — Angola et nord de la Namibie
- Ammomanopsis grayi grayi (Wahlberg, 1855) — Namibie